# Hygrotus miocenus
Hygrotus miocenus là một loài bọ cánh cứng trong họ Bọ nước. Loài này được Wickham miêu tả khoa học năm 1912.